# Eiras (Coimbra)
Eiras ist eine ehemalige Gemeinde in Portugal. Sie ist ein Ortsteil der Stadt Coimbra.

## Geschichte
Als São Tiago de Eiras war die Ortschaft ein eigenständiger Kreis am nordwestlichen Stadtrand Coimbras. Im Verlauf der Liberalen Revolution 1822 und dem folgenden Miguelistenkrieg wurden verschiedene Verwaltungsreformen durchgeführt. Möglicherweise schon 1836 wurde der Kreis São Tiago de Eiras dabei aufgelöst, spätestens seit 1842 wird Eiras als eine Gemeinde des Kreises Coimbra geführt.
2013 wurde die Gemeinde Eiras mit São Paulo de Frades zu einer neuen Gemeinde zusammengeführt.

## Verwaltung
Die ehemalige Gemeinde (Freguesia) gehört zum Kreis (Concelho) von Coimbra. Die Gemeinde hatte eine Gesamtfläche von 9,8 km² und 12.075 Einwohner (Stand 30. Juni 2011).
Das Gebiet der ehemaligen Gemeinde umfasst folgende Ortsteile:
- Nossa Senhora de Fátima
- Casais de Eiras
- Alto da Estação Velha
- Eiras
- Brinca
- São Miguel
- Redonda
- Monte Formoso
- Liberdade
- São Pedro do Planalto (Ingote)
- Rosa

Im Zuge der administrativen Neuordnung in Portugal zum 29. September 2013 wurde Eiras mit der Gemeinde São Paulo de Frades zur neuen Gemeinde União das Freguesias de Eiras e São Paulo de Frades zusammengeschlossen. Hauptsitz der neuen Gemeinde wurde Eiras.